# Cadelbosco di Sopra
Cadelbosco di Sopra es un municipio situado en el territorio de la provincia de Reggio Emilia, en Emilia-Romaña (Italia).

## Demografía
| Gráfica de evolución demográfica de Cadelbosco di Sopra entre 1861 y 2011 |
|                                                                           |
| Fuente ISTAT - elaboración gráfica de Wikipedia                           |